# Brouwerij Lindemans

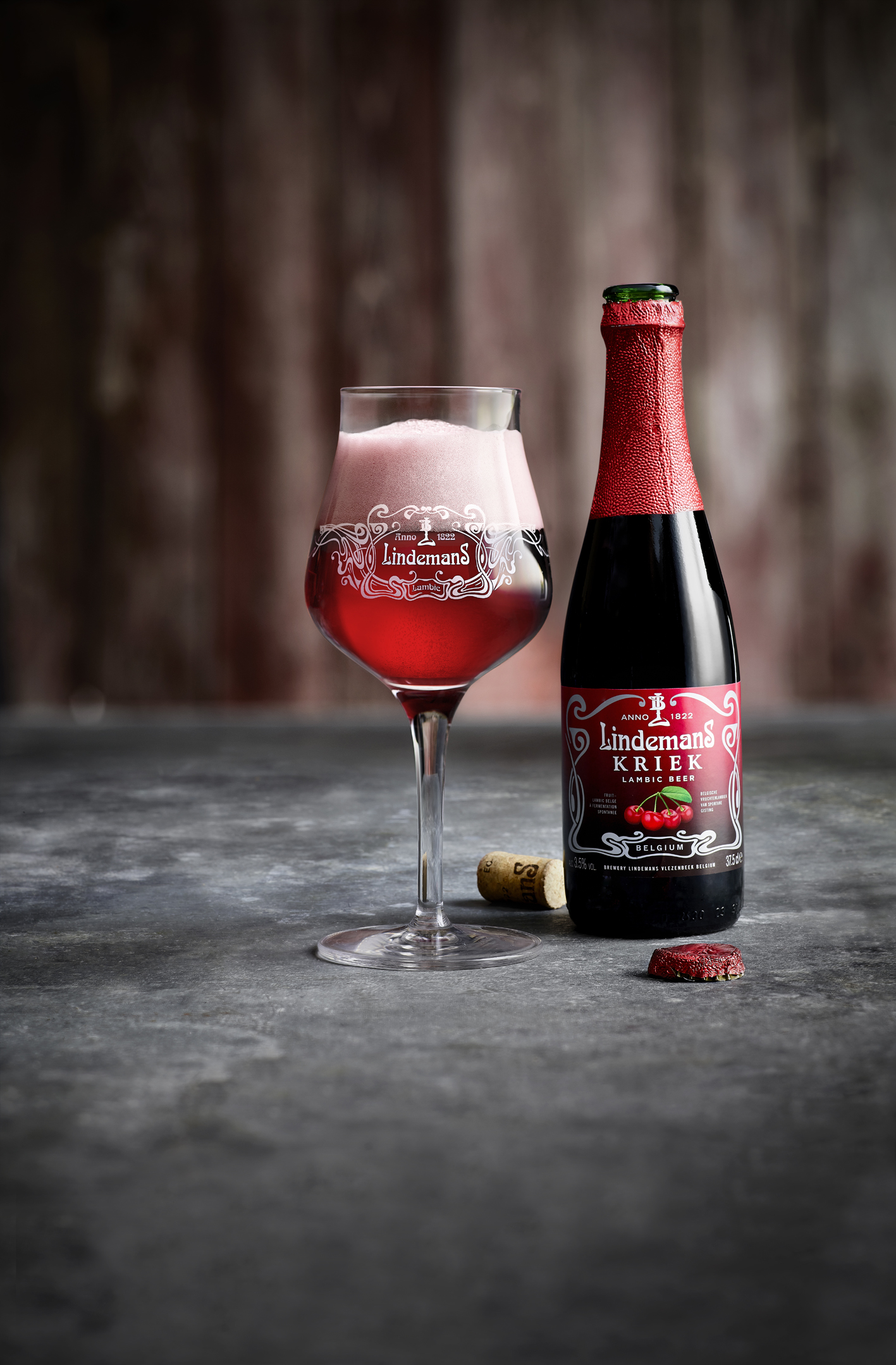
Lindemans Kriek

Lindemans is een Belgische brouwerij van lambiek, gelegen in Vlezenbeek, Sint-Pieters-Leeuw nabij de Zennevallei ten zuidwesten van Brussel. Het is de grootste onafhankelijke familiale lambiekbrouwerij van België. Ze maakt deel uit van LambiekLand, de regio waar alle lambiekbrouwerijen gevestigd zijn. Het is door de unieke lokale wilde gisten en bacteriën die er in de lucht aangetroffen worden dat het mogelijk is om lambiek te brouwen in deze streek.

## Geschiedenis
Reeds in de 16e eeuw bevond er zich een herberg langs een belangrijke weg die Brussel met Oost-Vlaanderen en Henegouwen verbindt. De site stond gekend als het 'Hof ter Kwadewegen'. De herberg begon met het brouwen van bier om de lokale boeren ook in de winter aan het werk te kunnen zetten én om hun dorst te lessen na uren van hard labeur. De vroegst teruggevonden sporen van brouwactiviteit gaan er terug tot 1704. In 1822 doet de Lindemans-familie haar intrede op het 'Hof ter Kwadewegen' door het huwelijk van Joos Frans Lindemans met Francisca Josina Vandermissen. Zij was de toenmalige brouwersdochter en eigenares van de hoeve-brouwerij. Dit is het prille begin van de geschiedenis van Brouwerij Lindemans.
In 1930 werden de landbouwactiviteiten officieel stopgezet, zodat de familie Lindemans zich volledig kon concentreren op het brouwen van Geuze en kriek. In 1978 begon de brouwerij met het brouwen van Faro, een typisch Brussels bier en kort erna, in 1980, volgde Framboise. In 1986 creëerde Lindemans vervolgens Cassis en in 1987 Pêcheresse (ook wel perzikenlambiek genoemd). In 2005 werd er ook nog Apple toegevoegd aan het assortiment. Hiermee zijn alle fruitlambieken van Brouwerij Lindemans genoemd. Ondertussen zijn er ook nog botanicals op basis van lambiek bijgekomen zoals Spontanbasil, Blossomgeuze en Gingergeuze, en is er ook een samenwerking met stokerij De Moor waarmee Lindemans een rode en klare Gin heeft gemaakt op basis van Oude Kriek.

## Productie
Lindemans brouwt lambiek volgens de methode van spontane gisting. Op basis van deze lambiek maakt de brouwerij haar eigen speciaalbieren. De productie groeide in 25 jaar van 5.000 hl naar 50.000 hl. In 1991 werd naast de oude brouwerij een nieuwe brouwzaal opgericht waarvan de capaciteit driemaal hoger lag. In 2013 begonnen de werken voor een nieuwe uitbreiding met onder andere een nieuwe bottelarij. Lindemans heeft, samen met Orval een groot aandeel in de export van Belgische bieren naar de USA.

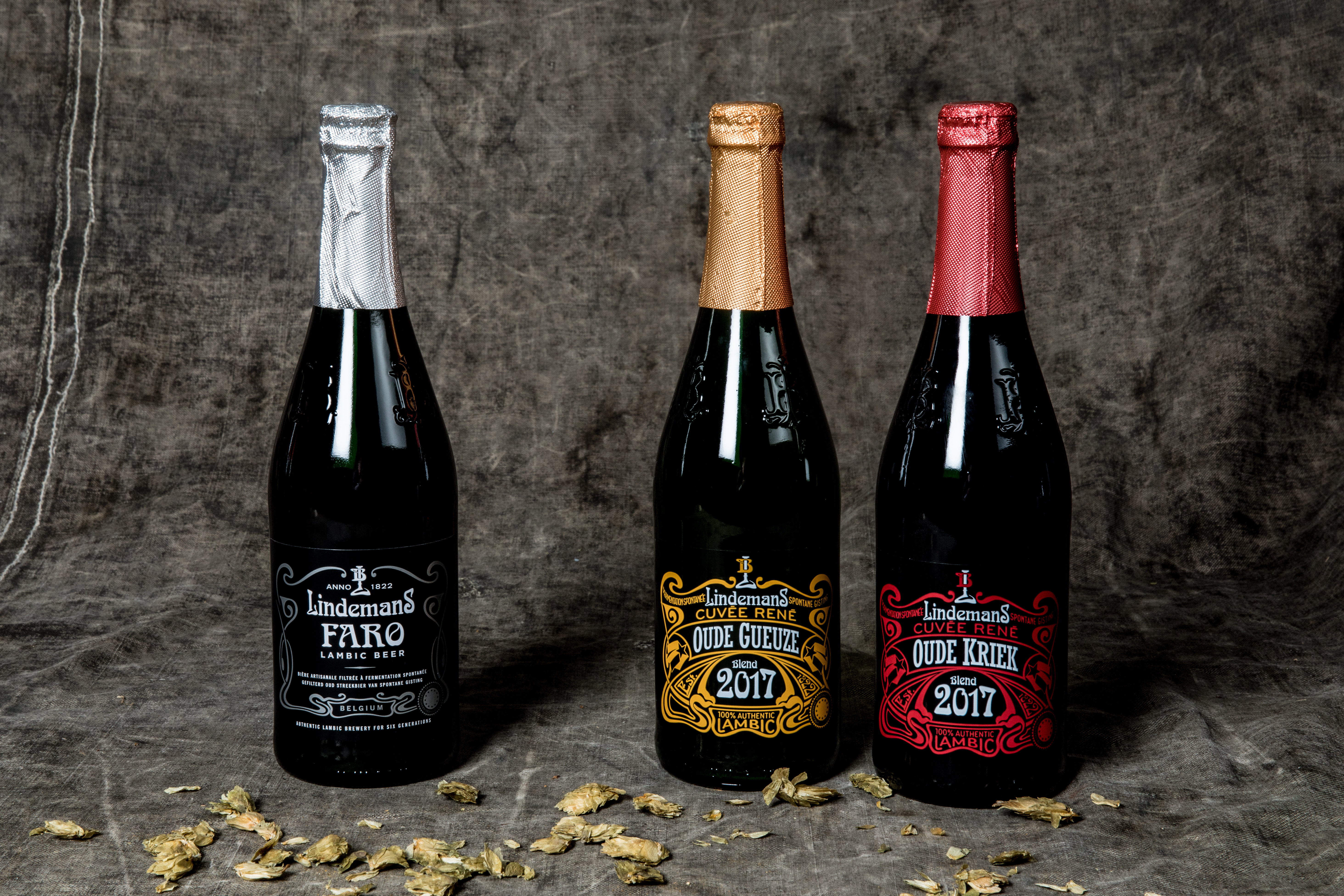
V.r.n.l. Faro, Oude Gueuze Cuvée René, Oude Kriek Cuvée René

Jaarlijks brouwt Lindemans 123.000 hectoliter bier. Dit het basisbier lambiek, waaraan fruitsappen (krieken, frambozen, perziken) worden toegevoegd.

## Producten
- Lindemans Apple, 3,5%
- Lindemans Faro, 4,5%
- Lindemans Framboise, 2,5%
- Lindemans Geuze, 4,5%
- Lindemans Kriek, 3,5%
- Lindemans Cassis, 3,5%
- Lindemans Pecheresse, 2,5%
- Lindemans Kriek Cuvée René, 7%
- Lindemans Geuze Cuvée René, 5,5%
- Lindemans Spontanbasil, 5,5%
- Lindemans Blossomgeuze, 6%
- Lindemans Gingergeuze, 6%
- Lindemans Gin Clear
- Lindemans Gin Red
- Lindemans Tarot d'Or, 8%
- Lindemans Tarot Noir, 8%

## Prijzen en onderscheidingen
- Asia Beer Awards
  - 2010, Zilver in de categorie Fruitlambiek: Pecheresse

- Australian International Beer Awards
  - 2014, Gouden Prijs: Cassis
  - 2014, Zilveren Prijs: Kriek
  - 2014, Zilveren Prijs: Oude Gueuze Cuvée René
  - 2014, Bronzen Prijs: Pecheresse
  - 2014, Bronzen Prijs: Apple

- Beer International Recognition Awards
  - 2011, Beste Fruitbier: Kriek
  - 2011, Belgian Grand Award: Kriek

- Brussels Beer Challenge
  - 2013, Gouden Medaille in de categorie Lambiek en Gueuze: Oude Gueuze Cuvée René
  - 2013, Gouden Medaille in de categorie Fruitlambiek

- Great International Beer Festival
  - 2011, Gouden Prijs: Faro

- International Beer Awards
  - 2010, Winnaar categorie Fruitbieren: Framboise

- US Open Beer Competition
  - 2011, Gouden Prijs in de categorie Fruit en Kruid: Pecheresse
  - 2014, Gouden Prijs in de categorie Fruit en Kruid: Pecheresse

- World Beer Awards
  - 2013, 's Werelds Beste Zure Bier
  - 2013, 's Werelds Beste Kriek
  - 2013, 's Werelds Beste Gueuze: Oude Gueuze Cuvée René
  - 2013, Europa's Beste Lambiek: Apple
  - 2013, Europa's Beste Label: Oude Gueuze Cuvée René

- World Beer Championships
  - 1994, Platinum Medaille: Kriek
  - 1994, Gouden Medaille: Pecheresse

- World Brewing Congress
  - 1994, Platinum Prijs: Kriek
  - 1994, Gouden Prijs: Pecheresse
  - 2001, Wereldkampioen: Kriek

- 1985: Michael Jackson riep Lindemans Kriek uit tot een van de 5 beste bieren ter wereld.

- Californian Beer Festival
  - 1995, Gouden Medaille: Framboise
  - 1995, Gouden Medaille: Gueuze

- World Beer Cup
  - 1996 & 1997, Lindemans uitgeroepen tot een van de 10 beste brouwerijen ter wereld
  - 2000, Gouden Medaille: Oude Gueuze Cuvée René
  - 2001, Bier-Wereldkampioen: Kriek
  - 2002, Bronzen Medaille: Oude Gueuze Cuvée

- Hong Kong International Beer Awards
  - 2009, Winnaar Fruitbieren: Framboise
  - 2010, Winnaar Fruitbieren: Framboise

## Galerij

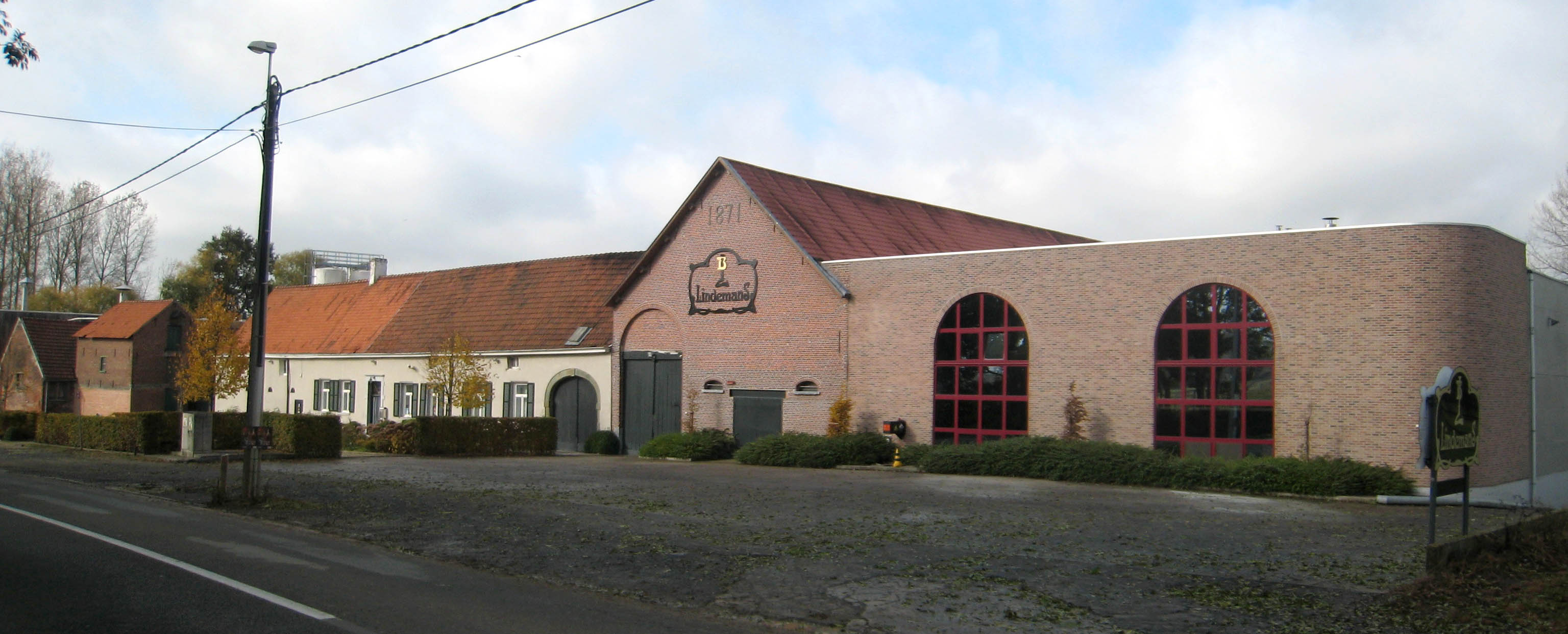
Straatzicht brouwerij
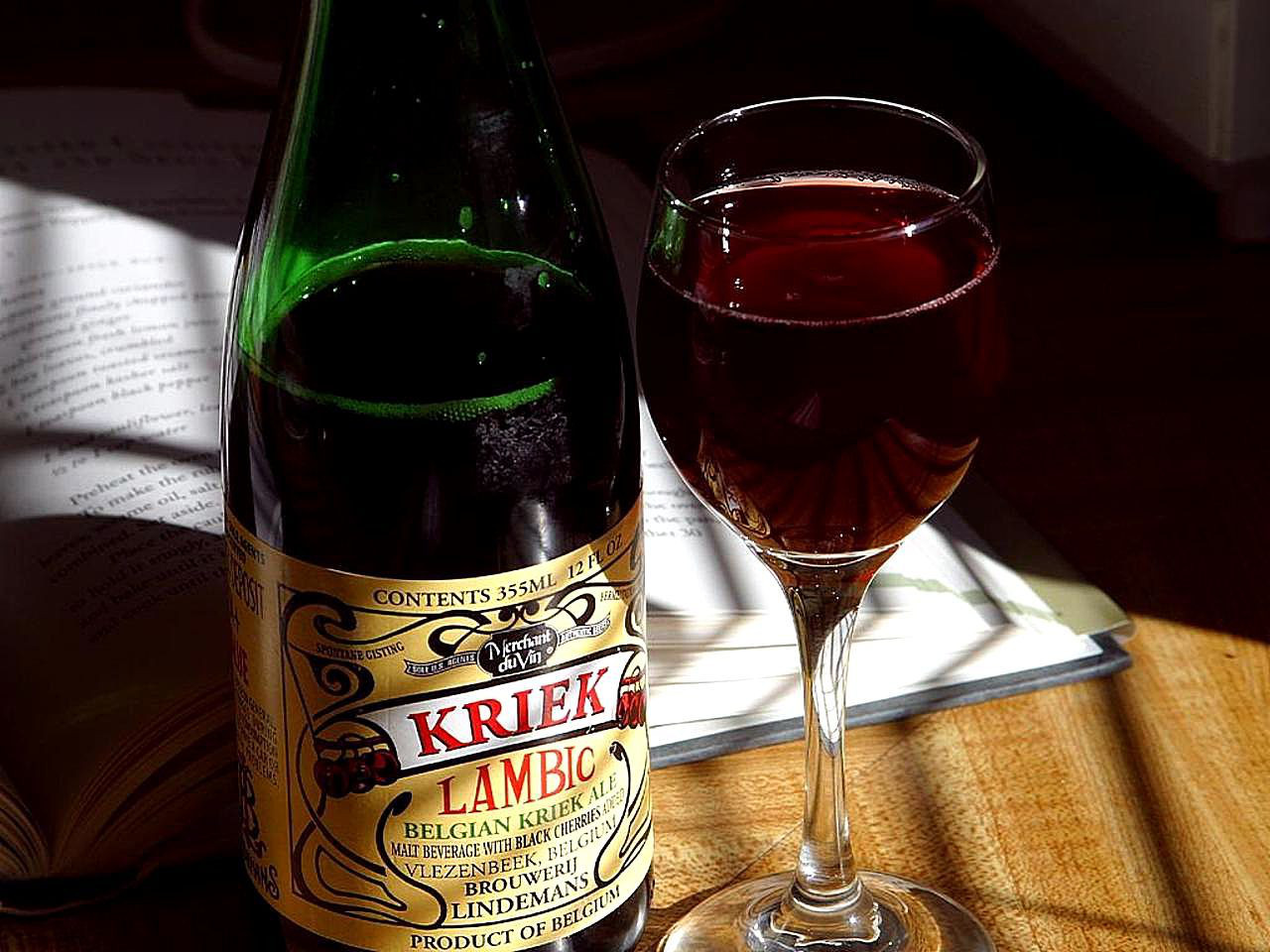